# Kyle Harrison Breitkopf
Kyle Harrison Breitkopf est un acteur canadien né le 13 juillet 2005 au Canada. 

## Biographie
Kyle Harrison Breitkopf est né le 13 juillet 2005 au Canada. Il a 3 sœurs (dont une qui se prénomme Kaelyn). Il se prénomme Harrison car il est né le même jour que Harrison Ford. Quand il n'est pas sur le plateau, Kyle aime faire du sport notamment le skateboard et le BMX. Il aime les jeux vidéo, les puzzles, le chant, la lecture, jouer avec des Legos et s'amuser avec ses sœurs.

## Carrière
Kyle Harrison Breitkopf commence sa carrière à l'âge de 4 ans, après avoir montré de l'intérêt dans une production qui était tournée près de chez lui.
En 2011, Kyle Harrison Breitkopf joue le rôle de Nathan Cross dans la série Rookie Blue. La même année, il apparaît dans la série Against the Wall dans le rôle de Mikey Patterson. En 2013, il apparaît en tant que guest-star dans la série Saving Hope, au-delà de la médecine, il y joue le personnage de Ryan. Il joue aussi Isaac White, le fils d'un vampire, dans la série de Syfy, Being Human. 
Il joue le rôle d'Ace un petit garçon doté d'un don dans les épisodes 12 et 13 de la première saison de la série Les Chroniques de la peur.
Son premier rôle au cinéma est celui de Barker Simmons dans le film Le Choc des générations qui lui a valu une nomination du meilleur second rôle à un jeune acteur de moins de 10 ans aux Young Artist Awards. 
En 2014, il a remporté le prix de la meilleure performance dans un téléfilm aux Young Artist Awards pour le téléfilm Catch a Christmas Star diffusé sur Hallmark Channel. Lors de cette cérémonie, il a aussi reçu une nomination pour son rôle de Jack dans la série Satisfaction.
En 2015, il joue le rôle de Henry Bennigan, le fils de Claire et Sean (interprétés par Lily Rabe et Milo Ventimiglia) dans la série de ABC, The Whispers. Malheureusement, la série est annulée après seulement une saison.

## Filmographie
Cinéma
- 2010 : Breaking Point : Paul
- 2010 : Now & Then : Anakin
- 2011 : Boss of Me
- 2011 : Out of Touch : Conner
- 2012 : Le Choc des générations : Barker Simmons
- 2017 : Wonder de Stephen Chbosky : Miles

Télévision
- 2010-2011 : Mind's Eye the Series : Brendan
- 2011 : Rookie Blue : Nathan Cross (2x10)
- 2011 : Against the Wall : Mikey Patterson (1x07)
- 2013 : Satisfaction : Jack (1x13)
- 2013 : Saving Hope, au-delà de la médecine : Ryan Sullivan (2x01/2x06)
- 2013 : La Star de Noël : Jackson Marshall (téléfilm)
- 2013-2014 : Being Human : Isaac White (6 épisodes)
- 2014 : Odd Squad : Agent O'Brian (4 épisodes)
- 2015 : The Whispers : Henry Bennigan
- 2015- : Pyjamasques : Greg / Gekko
- 2016 : Sigmund and the Sea Monsters : Scotty (téléfilm en production)
- 2017 : Les Chroniques de la peur : Ace
- depuis 2019 : V Wars : Dezs
- depuis 2022 : Workin' Moms : Nathan Jr.